# Djed (Mućke)
Edward Kitchener Trotter (9. srpnja 1909. – cca. 1985.), poznatiji kao Djed, bio je lik u BBC-jevu sitcomu Mućke od 1981. do 1984. Glumio ga je Lennard Pearce.
Lik je bio djed Dereka i Rodneyja Trottera. Del ga je opisao kao "pokvareni fenjer koji čeka petrolej da se vrati pod svjetla pozornice" koji je upotrebljiv kao "sunčane naočale na čovjeku s jednim uhom".

## Fiktivna biografija
Rođen u Peckham Ryeu 1909., Djed je rekao kako su njegove prve uspomene gledanje vojnika kako odlaze u Prvi svjetski rat te svjedočenje njihovom povratku 1919. Kasnije je govorio o užasima tih iskustava.
1924. nakon što je napustio školu, Djed je radio za općinu kao dekorater, ali je otpušten nekoliko dana kasnije nakon što je tapetama oblijepio poslužni prozor. Zatim je radio kao nažigač za londonsku plinaru, ali je do tridesetih godina ostao nezaposlen te živio s roditeljima i braćom Georgeom i Albertom u Peabody Buildings u Peckham Ryeu. 1936. su on i njegov prijatelj Nobby Clarke pobjegli u Tanger kako bi se pridružili Legiji stranaca, ali su bili neuspješni pa su počeli krijumčariti oružje u Španjolsku tijekom Španjolskog građanskog rata. Vlasti su ih uhitile, a nakon ispitivanja su deportirani iz Španjolske i svih njenih teritorija i dominiona. Vratio se u Peckham i oženio pred početak rata.
Tijekom Drugog svjetskog rata Djed je očito neko vrijeme služio u vojsci jer je rekao Delu kako mu drugi vojnik dao svoj novčić s dvije glave, a njegov sin Reg provjeravao je njegovu krvnu grupu u vojnim dosjeima, međutim on je vjerojatno demobiliziran prije završetka rata kako se privremeno odvojio od supruge i imao aferu s bakom Brzog Alice, dok je njezin muž Arthur još bio u ratu.
Nakon rata, Djed je prije mirovine imao razne kratkoročne poslove, uključujući onaj čuvara u skladištu u Chingfordu odakle je otpušten nakon što mu je domar ispred nosa ukrao 300 aktovki. Njegova žena, koja je radila kao dvorkinja, umrla je dok je Rodney bio dijete.

## Osobnost
Unatoč činjenici da je Djed u velikoj mjeri slab i beskoristan, osjećaj odanosti obitelji Trotterovih podrazumijeva da nikad neće ostati bez doma. Međutim, unuci ga obično podbadaju.
Međutim, usprkos svojoj senilnosti i gluposti, Djed zna iskoristiti svoju mudrost kako bi ostvario neki cilj. Tako u jednoj epizodi glumi bolest kako bi obitelj dobila stan u prizemlju, a u drugoj prevari Dela za pet funti rekavši kako je kanarinac kojeg je kupio koštao 50 funti, a ne 45.
Kad je Lennard Pearce umro 1984., scenarist John Sullivan ga nije htio zamijeniti nego u scenarij unijeti smrt lika. U epizodi "Strained Relations" je prikazan njegov sprovod. Na njemu, Del ugleda ono za što misli da je Djedov omiljeni šešir, uzima ga i odnosi do groba te ga baca u nj. Međutim, publika kasnije otkriva da je šešir zapravo pripadao svećeniku.
U istoj epizodi je uveden lik Djedova mlađeg brata Alberta. Zna se i kako je osim Alberta, Djed imao još dva brata: Georgea Trottera, kojeg je spomenuo u epizodi "The Russians Are Coming", te neimenovanog brata, vjerojatno oca Delova i Rodneyjeva rođaka Stana, koji se pojavljuje na sprovodu zajedno sa svojom ženom (Stan spominje Georgea njegovim prvim imenom, što znači da je malo vjerojatno da je Stan Georgeov sin).